# Galeodes litigiosus
Galeodes litigiosus är en spindeldjursart som beskrevs av Roewer 1934. Galeodes litigiosus ingår i släktet Galeodes och familjen Galeodidae. Inga underarter finns listade i Catalogue of Life.